# Jefferson Angulo
Jefferson Angulo (Pereira, Risaralda, Colombia; 26 de diciembre de 1986) es un futbolista colombiano. Jugaba como volante ofensivo.

## Trayectoria
Debutó en el año 2004 con el Deportivo Pereira y ha pasado por varios clubes del extranjero.
Con Atlético Nacional disputó 9 partidos de la Copa Colombia 2008 donde anotó 4 goles y en liga sin anotar goles jugo 12 partidos.
Su mejor temporada fue en el segundo semestre del año 2011 jugando para Millonarios donde se consagró campeón de la Copa Colombia 2011.

## Clubes
| Club                  | País                | Año                 | Partidos | Goles |
| --------------------- | ------------------- | ------------------- | -------- | ----- |
| Deportivo Pereira     | Colombia            | 2004 - 2005         | 1        | 0     |
| Alianza Petrolera     | Colombia            | 2006                | 29       | 3     |
| Atlético Bello        | Colombia            | 2007                | 14       | 7     |
| Atlético Nacional     | Colombia            | 2007 - 2008         | 25       | 4     |
| Atlético Huila        | Colombia            | 2009                | 5        | 1     |
| Villa Nova            | Brasil              | 2009                | 4        | 0     |
| Grêmio Catanduvense   | Brasil              | 2010                | 8        | 0     |
| FK Baku               | Azerbaiyán          | 2010 - 2011         | 10       | 0     |
| Millonarios           | Colombia            | 2011                | 23       | 9     |
| Águilas Doradas       | Colombia            | 2012                | 15       | 3     |
| Once Caldas           | Colombia            | 2012                | 5        | 0     |
| Novo Hamburgo         | Brasil              | 2013                | 1        | 0     |
| Guaratinguetá Futebol | Brasil              | 2013                | 5        | 0     |
| Duque de Caxias       | Brasil              | 2014                | 3        | 0     |
| Suchitepéquez         | Guatemala           | 2014 - 2015         | 8        | 0     |
| Jaguares de Córdoba   | Colombia            | 2016                | 0        | 0     |
| Fortaleza CEIF        | Colombia            | 2016                | 4        | 0     |
| Total en su carrera   | Total en su carrera | Total en su carrera | 160      | 27    |

## Palmarés

### Campeonatos nacionales
| Título              | Club              | País     | Año  |
| ------------------- | ----------------- | -------- | ---- |
| Torneo Finalización | Atlético Nacional | Colombia | 2007 |
| Copa Colombia       | Millonarios       | Colombia | 2011 |